# Ibis gorjanegre
L'ibis gorjanegre (Theristicus melanopis) és una espècie d'ocell de la família dels tresquiornítids (Threskiornithidae) amb dues subespècies que s'han considerat espècies de ple dret: 
- Theristicus melanopis branickii (Berlepsch et Sztolcman, 1894). Habita aiguamolls i estanys dels alts Andes, a Equador, el Perú i Bolívia. Una petita població habita (o habitava) l'extrem nord de Xile.
- Theristicus melanopis melanopis (Gmelin, 1789). Habita aiguamolls, estanys, canyars i boscos poc espessos de Xile i centre de l'Argentina cap al sud fins a Cap d'Hornos. Una petita població de la zona costanera de Perú sembla extinta en l'actualitat..